# Juri und Miranha

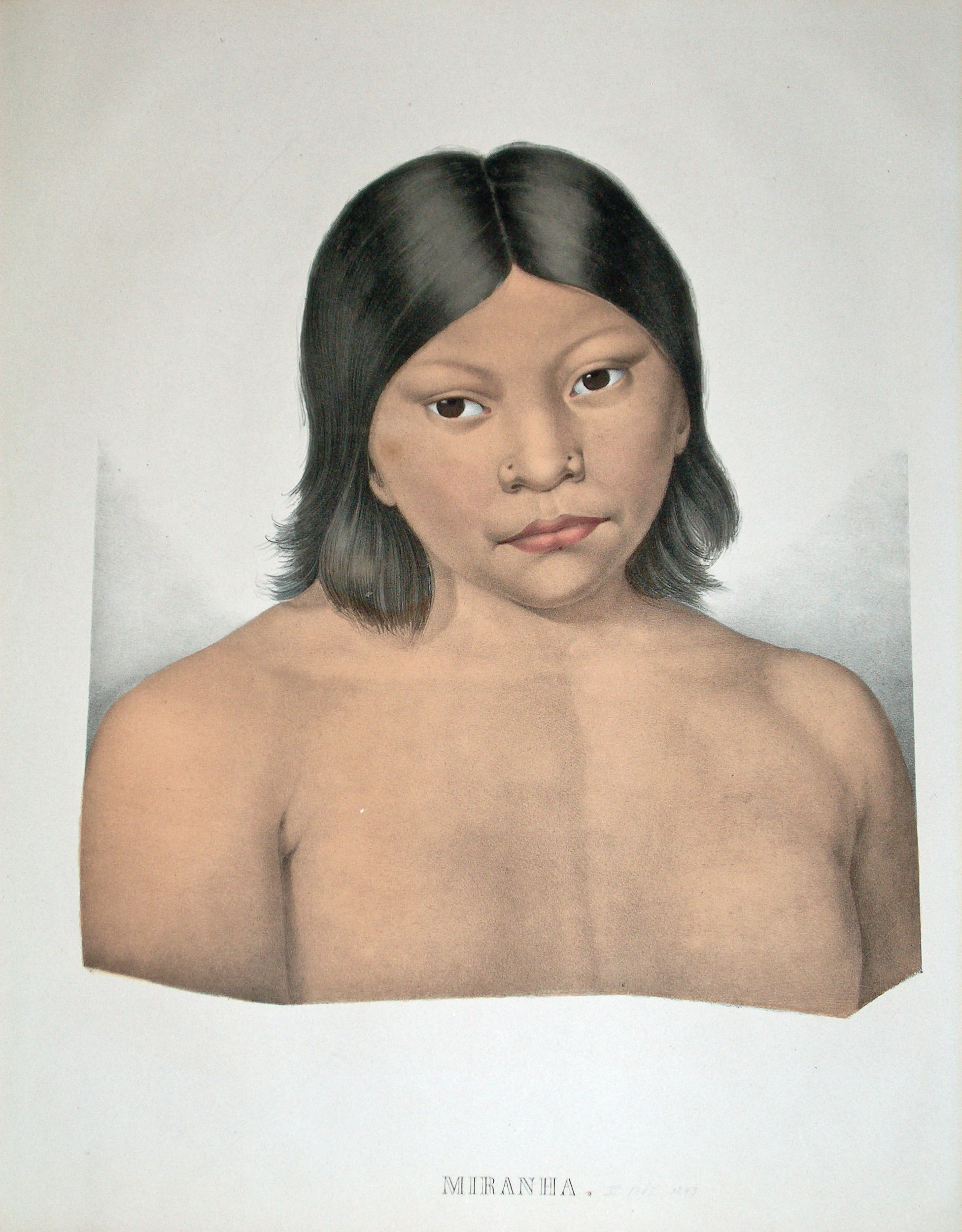
Isabella aus dem Volk der Miranha, Bild aus dem Atlas zum Reisebericht von Spix und Martius

Juri und Miranha sind zwei indigene Kinder aus Brasilien, die 1820 von den beiden Naturwissenschaftlern Johann Baptist Spix und Carl Friedrich Philipp Martius nach München gebracht wurden. Die Namen der beiden Kinder sind nicht überliefert, Juri (= Yuri) und Miranha sind die Namen der indigenen Völker, aus denen sie stammten. Sie wurden auf die Namen Johannes (Juri) und Isabella (Miranha) getauft. Die beiden wurden öffentlich zur Schau gestellt und sind schon bald verstorben, Juri am 11. Juni 1821, Miranha am 20. Mai 1822 (beide in München). Das Schicksal der beiden Kinder wurde in einer romanhaften Erzählung aufgegriffen.

## Die Brasilienreise von Spix und Martius

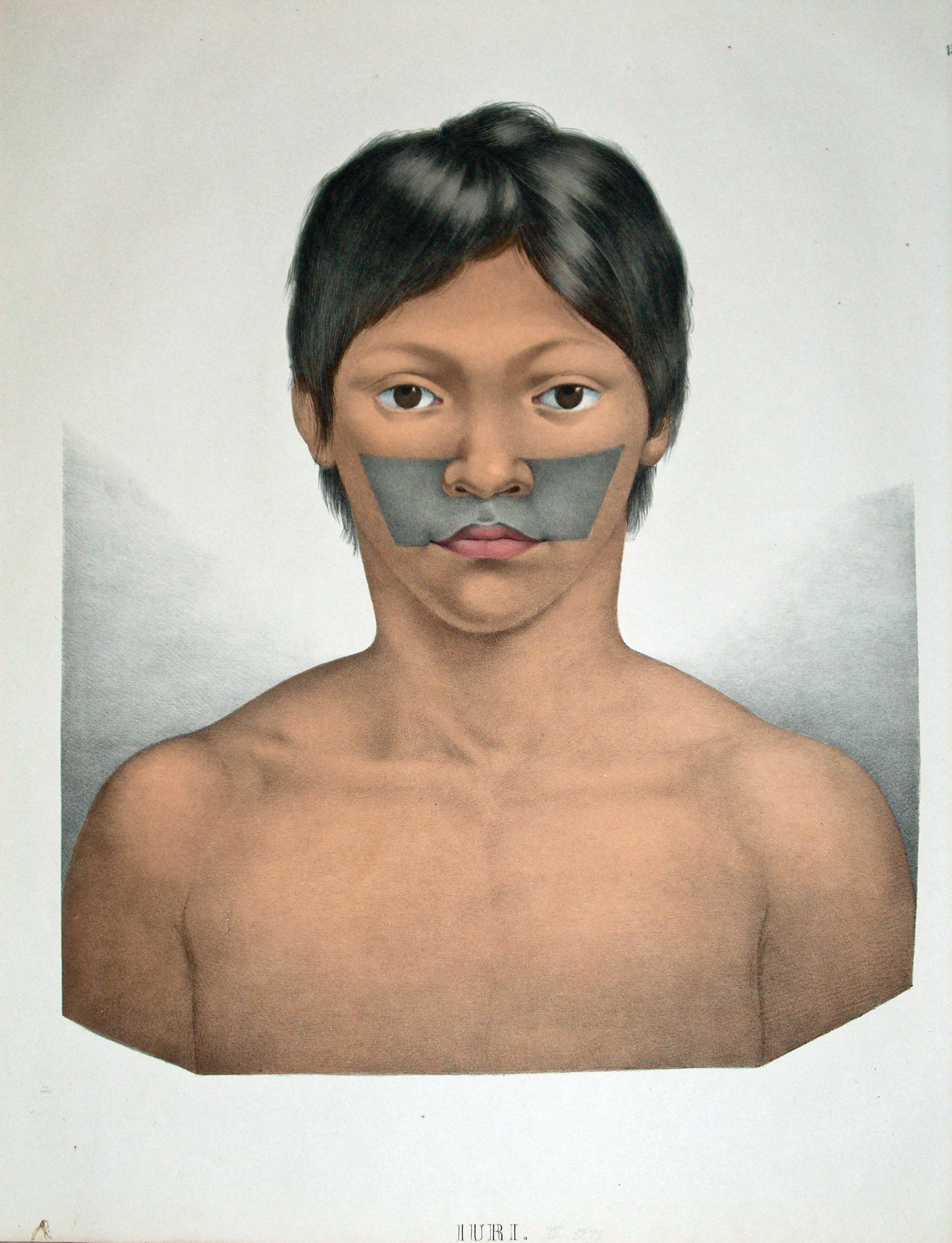
Johannes aus dem Volk der Juri, Bild aus dem Atlas zum Reisebericht von Spix und Martius

Der Zoologe Spix und der Botaniker Martius unternahmen 1817 bis 1820 eine Forschungsreise durch Brasilien. Auf dieser Reise sammelten sie jegliche Art von naturkundlichen Objekten (Tiere, Pflanzen, Gesteinsproben, Ethnographica etc.). Ihrem Auftrag entsprechend waren sie auch besonders um die Erforschung der indigenen Kulturen bemüht und berichteten über die Völker, die sie kennengelernt hatten, brachten Gegenstände des täglichen Lebens ebenso wie Kultgegenstände, Wortlisten, Skizzen und Berichte mit. Nach Zerries haben Spix und Martius über 39 indigene Völker berichtet bzw. von ihnen Ethnographica mitgebracht.
Man kann annehmen, dass es auch dem Auftrag des Königs entsprach, lebendige Kinder aus Brasilien mitzubringen. Dafür spricht, dass dies dem damaligen allgemeinen Usus entsprach. Schon im ersten Teil ihrer Reise schrieben Spix und Martius in einem Brief (Villa Rica, 26. April 1818) an den Gesandten von Steinlein, der in München auszugsweise in der Zeitung gedruckt wurde: „Wir haben einen wilden Coroaden  […] mitgenommen, und solchen auch glücklich nach Villa Rica gebracht. Wenn er nicht noch auf der Reise durchgeht, so gedenken wir ihn mit nach Europa zu bringen.“ Königin Caroline schrieb in einem Brief, dass der König sich noch so viel von Juri erwartet hätte („[...] le Roi était bien affecté hier de la crainte de perdre ce pauvre Schouri [= Juri] don’t il se promet beaucoup de satisfaction [...]“)  außerdem waren Spix und Martius direkt nach ihrer Rückkehr zu einer längeren Audienz am Königshof.
Spix und Martius hatten geplant, acht Kinder von Brasilien mitzubringen, die anderen sind jedoch schon auf der Reise (zwei davon auf der Überfahrt nach Europa, siehe weiter unten) verstorben. In der Presse wurde damals geschrieben: „... als Beleg und Gegenstand weiterer Forschung waren beyde Gelehrte darauf bedacht gegen acht Individuen von verschiedenen Stämmen und Sprachen mit sich nach Europa zu bringen.“ An anderer Stelle ist von sechs Eingeborenen die Rede, die die beiden mitbringen wollten.

## Wie kamen die Kinder zu Spix und Martius?
Martius erhielt die beiden Kinder, als er sich von Spix im Amazonasgebiet getrennt hatte und mit Kapitän Zani (ein ortskundiger Weißer, der Martius unterstützte) reiste.

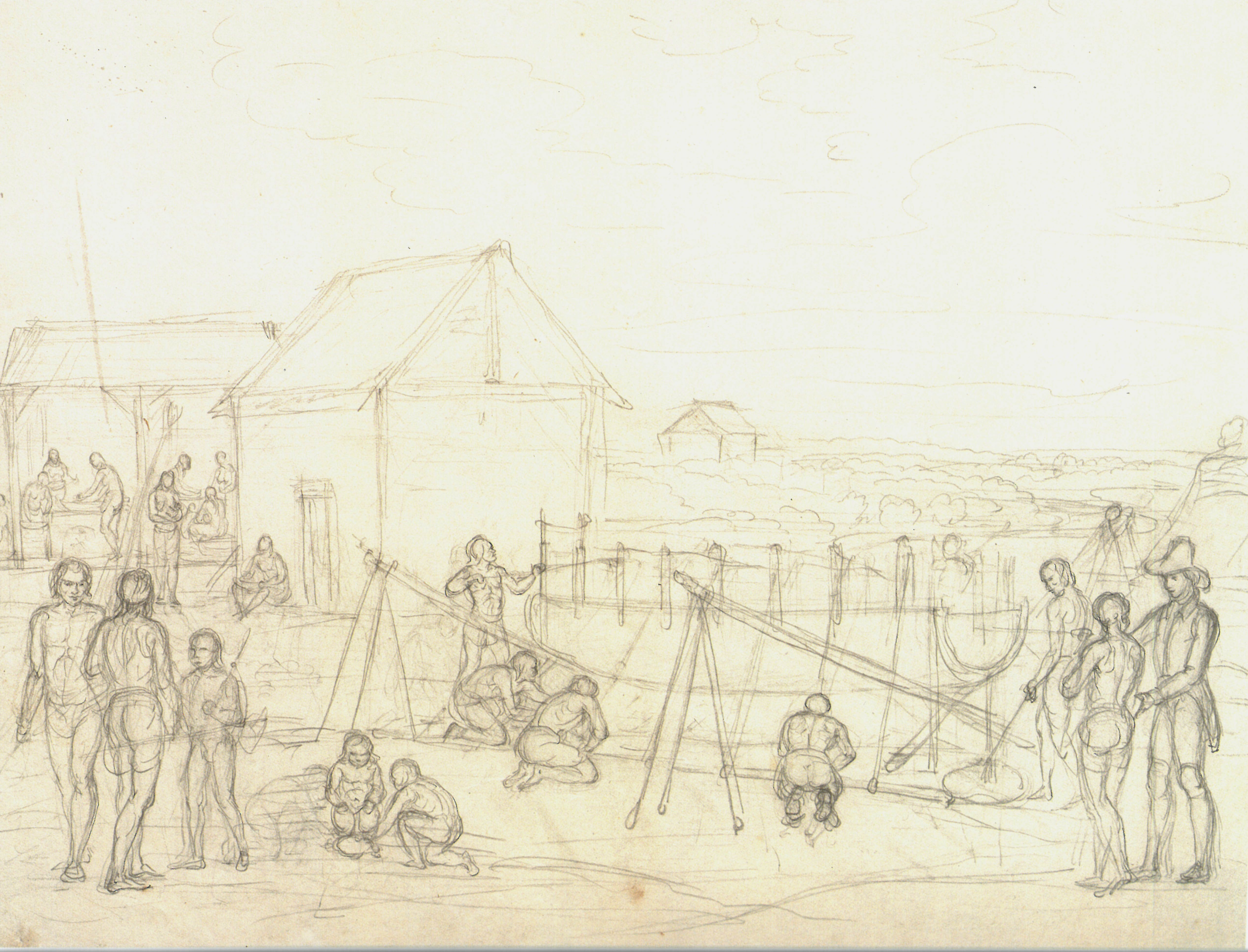
Originalskizze des Ortes an dem die indigene Miranha (später Isabella genannt) zu Martius kam. Diese Skizze von Martius wurde später auch für den Atlas des bekannten Reiseberichtes verwendet.

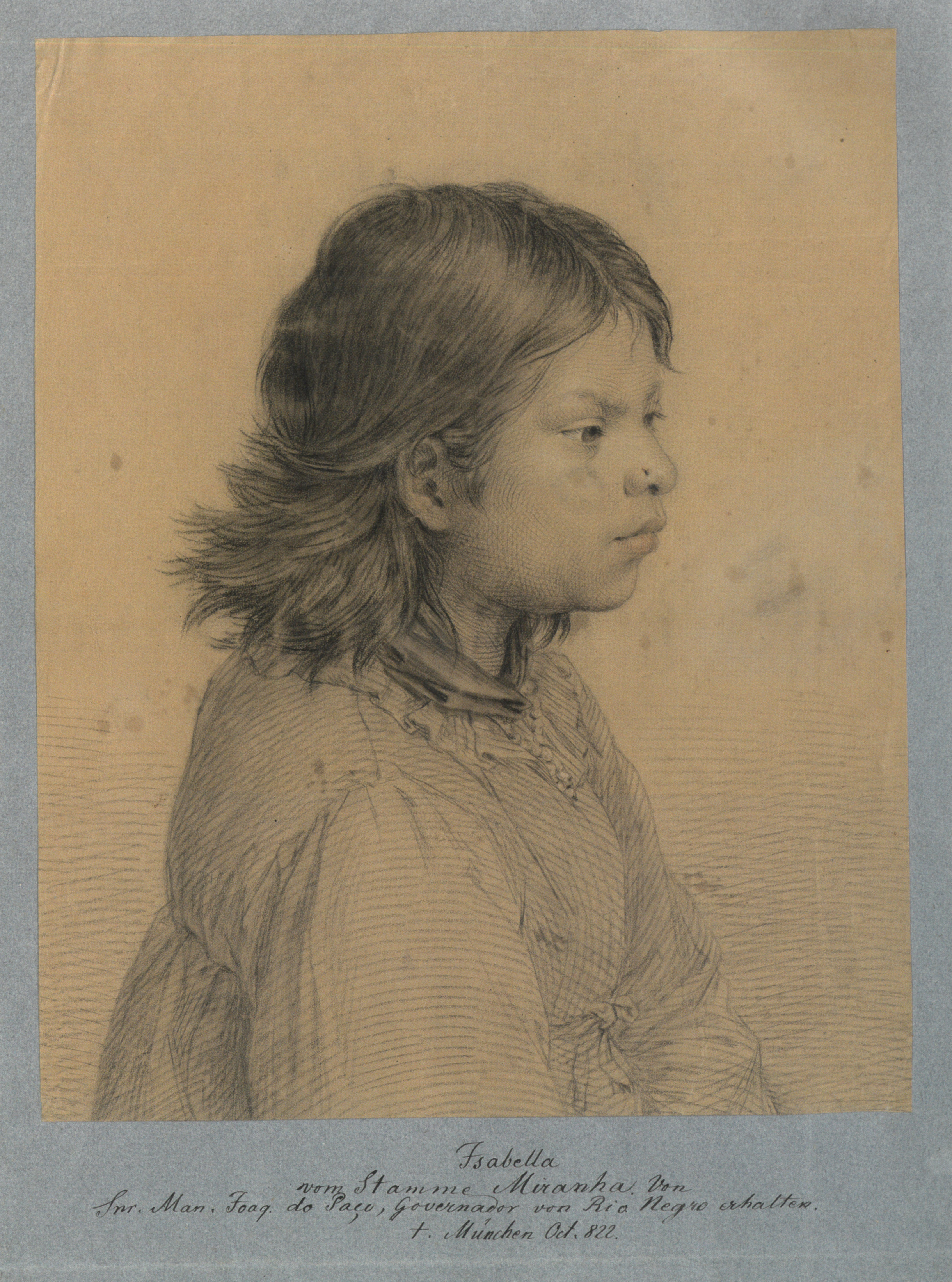
Miranha oder Isabella, Zeichnung von P. Lutz (?). Die Beschriftung von der Hand Martius' entspricht nicht den sonst überlieferten Fakten. Sowohl die Herkunft von Miranha als auch das Sterbedatum stimmen nicht.

Miranha (Isabella): Martius musste in „Porto do Miranhas“ einen unfreiwilligen Halt von einigen Tagen machen, um dort ein neues Boot bauen zu lassen und da sein Begleiter, Kapitän Zani, schwer krank war. Der Häuptling der kleinen Ortschaft nannte sich Joâo Manoel und erbot sich, Rudersklaven und Kinder für Martius einzufangen, er hatte zu diesem Zweck stets Krieger bereit. Offensichtlich hat Martius ihm dazu den Auftrag gegeben. In einem Bericht an den König verglich Martius den Häuptling Joâo Manoel mit „Negerfürsten, die im Kriege gemachten Gefangenen an die Weißen zu verkaufen“. Auch in seinem Buch über den „Rechtszustand unter den Ureinwohnern“ beschreibt er, dass Miranhas und andere Völker im Amazonasgebiet Kriegsgefangene zu Sklaven machen und an die „Weißen“ verkaufen. Spix und Martius haben auch Sklaven zu ihrer Unterstützung gekauft und darüber berichtet.
Später jedoch hat Martius in dem bekannten Reisebericht behauptet, er habe Isabella vom Häuptling Manoel geschenkt bekommen und sie nur angenommen, um sie vor dem sicheren Tod zu retten. Warum Martius später unter die großformatige Zeichnung von Miranha schreibt, dass er sie von „Sr. Man. Joaq. do Pacu Governador von Rio Negro erhalten“ habe, ist völlig unklar. Dass sich diese Angabe auf die Erstellung der Zeichnung bezogen haben könnte, erscheint allein aufgrund des großen Formates (47,5 × 38 cm) unwahrscheinlich.

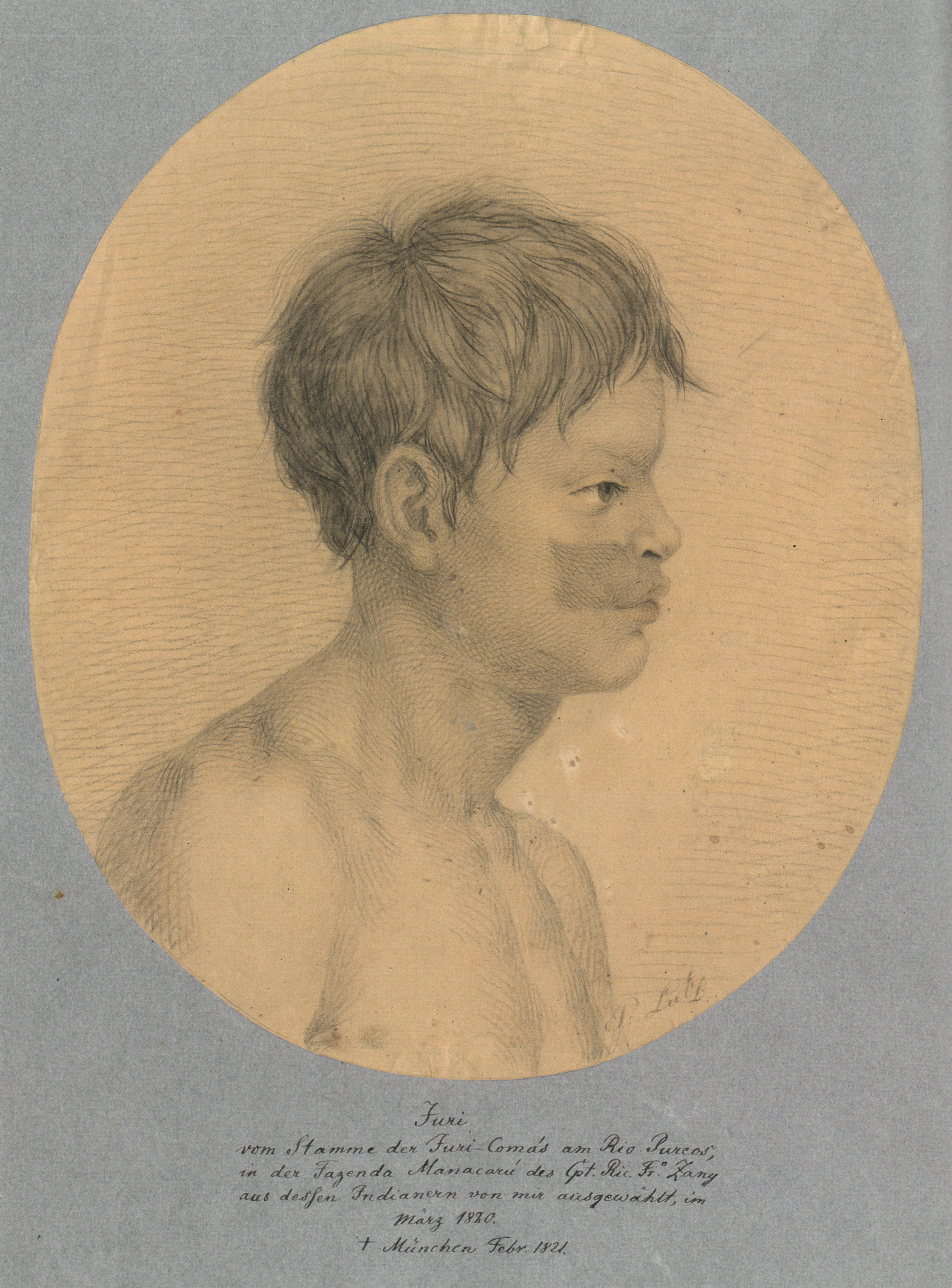
Juri oder Johannes, Zeichnung von P. Lutz. Handschriftliche Legende von Martius mit falschem Todesdatum

Juri (Johannes): Im Reisebericht schreibt Martius nur ganz kurz: „[...] kam ich glücklich nach Manacapurú, [...] Hier stieß ein junger Juri, von der Familie Comá-Tapuüja, zu der Mannschaft, welcher uns nach München begleitet, leider aber, wie seine Gefährtin, die junge Miranha, den Wechsel des Klima und der übrigen Aussenverhältnisse mit dem Leben bezahlt hat.“ Der Ort dürfte in bzw. nahe dem heutigen Manacaparu (etwas oberhalb von Manaus) sein. Aus einem Brief der bayerischen Königin Karoline an ihre Mutter über die beiden Kinder kurz nach ihrer Ankunft in München können wir entnehmen, dass Juri für zwei Äxte gekauft worden war und dass sein Vater ein Häuptling gewesen sei, der im Kampfe umgekommen sei (siehe auch). Näheres erfahren wir aus einem Eintrag im Tagebuch von Martius viele Jahre später, das nicht zur Veröffentlichung gedacht war: „Als ich aus dem Yapurá nach Maracaprú zurückkehrte, [...] führte mir der Factor auf seines Herrn Befehl die Indianer vor, aus den ich einen auswählen durfte, den ich in Europa zeigen und dann zur europäischen Menschlichkeit zu erziehen mich vermaß. Am Morgen vor der Abreise stellte sich im Hofe, vor dem Wohnhaus die Reihe der männlichen Indianer auf und ich wählte.“ Martius schreibt darin auch, dass ihm der Blick des Vaters von Juri folgte, dass er diesen Blick nicht vergessen habe und dass er Gewissensbisse hatte, insbesondere, als Juri starb. „Als [. . .] der Knabe in München an der Lungensucht starb, da kam es wie ein schweres Gewicht über mich! [. . .] Durch eine Übelthat bin ich zum Menschenfreund geworden.“

## Reise nach München
Spix, Martius und die beiden Kinder fuhren den Amazonas abwärts bis Belem, von wo sie sich am 14. Juni 1820 nach Europa einschifften. Die Reise stand nach Martius unter einem schlechten Stern wegen eines tyrannischen Kapitäns, der Spix und Martius nicht gestattete, die Kinder sowie die mitgebrachten Pflanzen und Tiere mit Wasser und Nahrung zu versorgen. Nach dem Reisebericht starben zwei weitere Indigene auf der Reise, von denen wir sonst nichts erfahren. Laut Martius war der Kapitän dafür verantwortlich. Spix, Martius, Miranha und Juri kamen am 23. August in Lissabon an und begaben sich auf dem Landweg über Madrid, Barcelona, Lyon und Straßburg nach München, welches sie am 8. Dezember erreichten. Die ersten Tage übernachteten die beiden Wissenschaftler mit den Kindern im Gasthof zum Goldenen Hahn in der Weinstraße.

## Leben in München

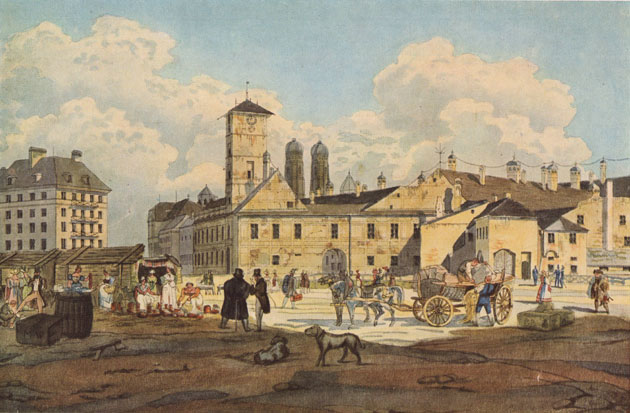
Herzog-Max-Burg, Blick vom heutigen Lenbachplatz; hier wohnten Juri und Miranha mit Spix und Martius in München. Das Gebäude wurde im Zweiten Weltkrieg zerstört.

Bald nach ihrer Ankunft in München lebten Juri und Miranha gemeinsam mit Spix, Martius, einer Witwe, die den Haushalt führte, sowie Dienstboten (zwei Dienstmädchen und einem Diener) in der Maxburg, einem Gebäude, das ihnen der König zur Verfügung stellte. Die Kinder schliefen im selben Zimmer wie Spix und Martius. Juri lebte vermutlich bis zu seinem Tod bei Spix und Martius in der Maxburg, Miranha war später wohl zeitweise bei der Hofpfistermeisterswitwe Kreszenz Jacobi untergebracht, die Räume vermietete. Berichte, nach denen Juri bei Herzog Max untergebracht wurde, beruhen wohl auf einem Missverständnis.
Anfangs, sowohl im Gasthof zum Goldenen Hahn als auch in der Maxburg, kamen viele Münchner Bürger, um die Kinder zu sehen. Die Kinder wurden verschiedentlich in den Tageszeitungen erwähnt und beschrieben. Besondere Aufmerksamkeit erregte die Tätowierung im Gesicht von Juri, die schwarzen Haare, die braune Haut, der kräftige Körperbau und die Tatsache, dass die Kinder nicht miteinander kommunizieren konnten, da sie verschiedene Muttersprachen hatten. Juri wurde als lebhafter und hübscher als Miranha beschrieben. Das Alter der Kinder wurde meistens zwischen zehn und 15 Jahre geschätzt, Miranha wurde meist etwas jünger geschätzt. Das Volk der Miranhas wurde meist sehr negativ („Menschenfresser“) dargestellt, das Volk der Juri als stärker zivilisiert.
Schon am Tag nach ihrer Ankunft in München hatten Spix, Martius und die Kinder eine längere Audienz bei der königlichen Familie.
Da die Reisenden im Winter nach München kamen, ist es nicht verwunderlich, dass die Kinder an der Kälte litten und bald Husten und Brustinfektionen hatten. Juri wurde mehrfach zur Ader gelassen, was der damaligen medizinischen Praxis entsprach. Er schien Angst zu haben, dass die Ärzte ihm nach dem Leben trachteten, indem sie ihm immer wieder Blut abzapften. Aber dann gewann er angeblich Vertrauen. Auch Spix und Martius litten unter den niedrigen Temperaturen, sie suchten mehrfach um Holz an.
Johann Andreas Schmeller besuchte die beiden Wissenschaftler und die Kinder am 27. Dezember 1820. Juri, den Schmeller als einen Knaben „mit recht einnehmenden Zügen“ beschrieb, war zu diesem Zeitpunkt krank und reagierte kaum auf seine Umgebung, Miranha dagegen „lächelte recht herzlich dazu“, als Schmeller sie ansprach, und gab auch eine Antwort, die Schmeller aber nicht verstehen konnte. Er vermutete, sie habe nur versucht, seine Worte zu wiederholen. Eine weitere Begegnung Schmellers mit den Kindern fand am 1. Mai 1821 statt, dabei erwähnt er nur Spix, nicht Martius. Er schildert das Ritual des Gutenachtsagens mit Abendsegen, das Spix mit den Kindern absolvierte, und berichtete, dass Spix die beiden an diesem Tag in die Kirche von Maria Eich mitgenommen hatte, wo Juri sich aus Unwissenheit in der Kirche falsch benommen hatte. Die Mutter von Martius schien der Meinung zu sein, dass die Kinder für Martius eine Belastung waren und dieser sich wohl nicht so sehr um die Kinder kümmerte (Brief vom 11. Januar 1821).
Es wird berichtet, dass beide mit Puppen spielten und scheinbar nicht verstanden, dass die Puppen leblos waren. Miranha verstand mehr portugiesisch als Juri, aber Juri sprach mehr als Miranha und erschien den Erwachsenen gegenüber offener. Von ihr wird berichtet, dass sie sich ihrer Umgebung gegenüber „gefühllos“ verhielt. Sie war sehr geschickt in Handarbeiten, dazu hatte die Königin ihr Leinwand geschenkt.
Nach einem Zeitungsbericht wurden die beiden Kinder vom König unterhalten: „Durch die Großmuth Sr. Majestät des Königs und Ihrer Majestät der Königin werden die beyden jungen Indianer mit Allem, was sie bedürfen, vollständig versehen, und durchaus erhalten.“ Aber die Mutter von Martius sorgte sich, dass diesem die entstandenen Kosten nicht ausreichend erstattet würden. Sie schrieb im Februar 1821 an ihren Sohn: „Mache nur, daß Du die Indier vom Halse bekommst [...] Solltest Du für die diesen beiden Fratzen bisher gegebene Kost nicht auf eine andere Weise entschädigt werden; so würde ich solche sauber berechnen und dadurch käme es auch an den Tag, daß Ihr die Kost nicht auf Königl. Rechnung erhieltet [...] in allen Zeitungen steht [...]“

## Tod
Juri starb am 11. Juni 1821, also nur ein halbes Jahr nach seiner Ankunft in München. Als Todesursache wurde chronische Lungenentzündung und Lungenvereiterung genannt. Sein Leichnam wurde seziert und von seinem Gesicht wurde ein Wachsabdruck für eine Totenmaske gemacht. Es wurde verschiedentlich behauptet, dass der Kopf von Juri in der Anatomie ausgestellt wurde, was jedoch nicht belegt ist und vermutlich auf Missverständnissen beruht.

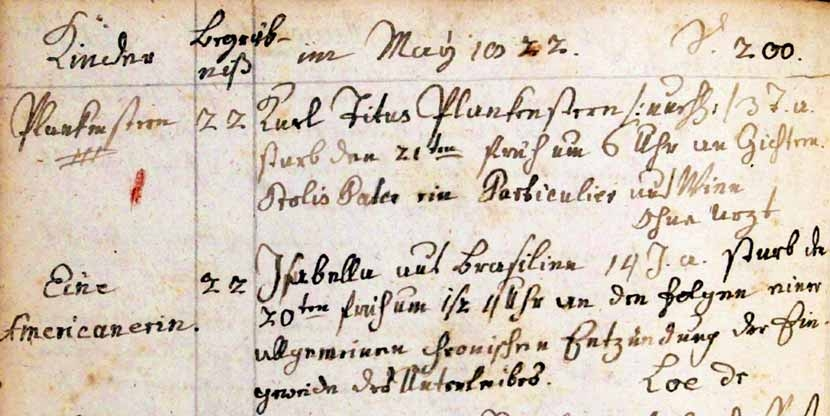
Sterbebuch, Eintrag im Matrikel: Tod von Miranha

Miranha starb am 20. Mai 1822 an „allgemeiner chronischer Entzündung der Eingeweide des Unterleibs“. Warum Martius auf der großformatigen Zeichnung von Miranha eigenhändig ein falsches Todesdatum (Okt. [1]822) notiert hat, ist unverständlich (siehe Abb.).

## Grabstätte

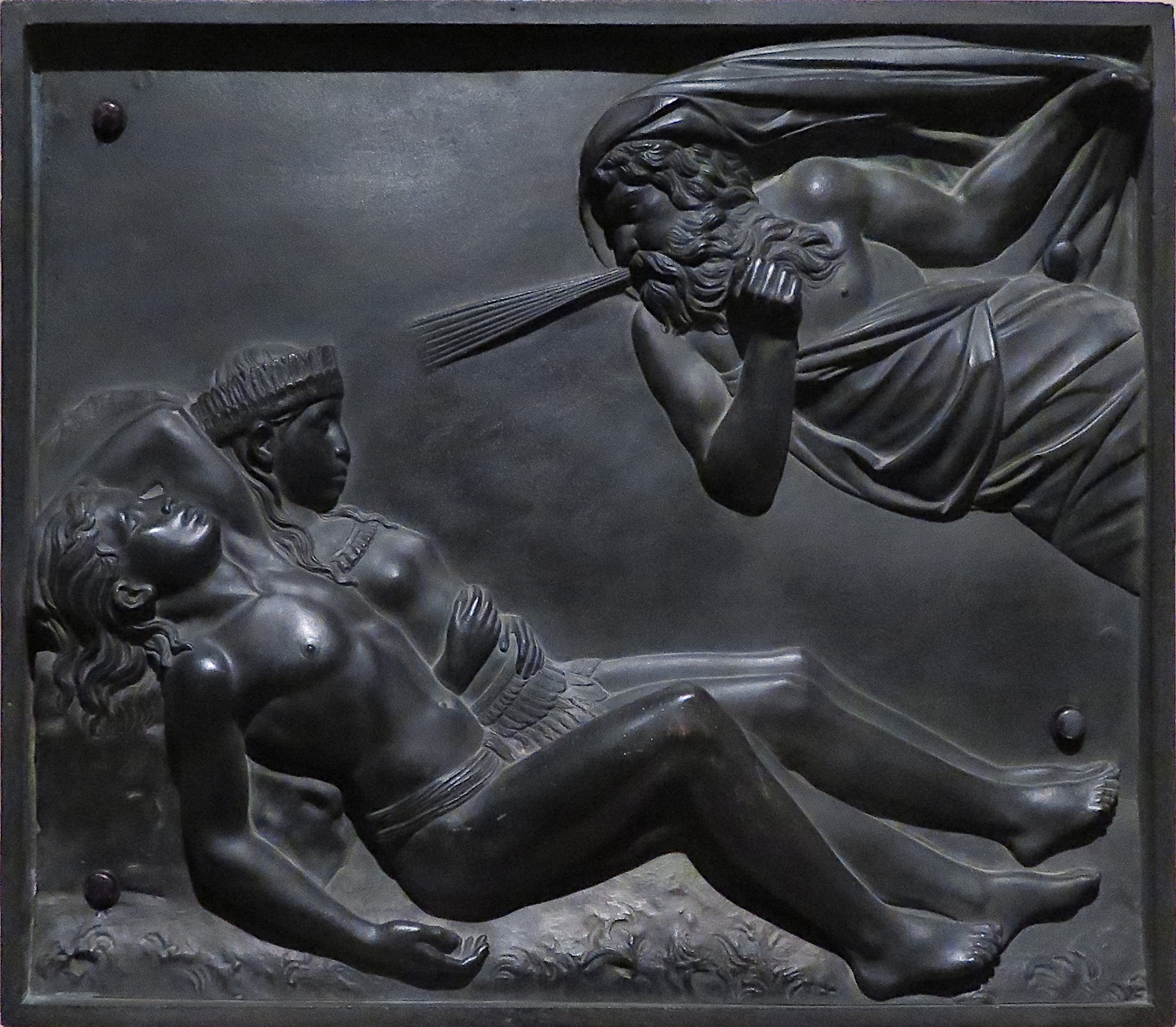
Grabrelief vom ehemaligen Grab für Juri und Miranha, von Johann Baptist Stiglmaier. Heute im Stadtmuseum München

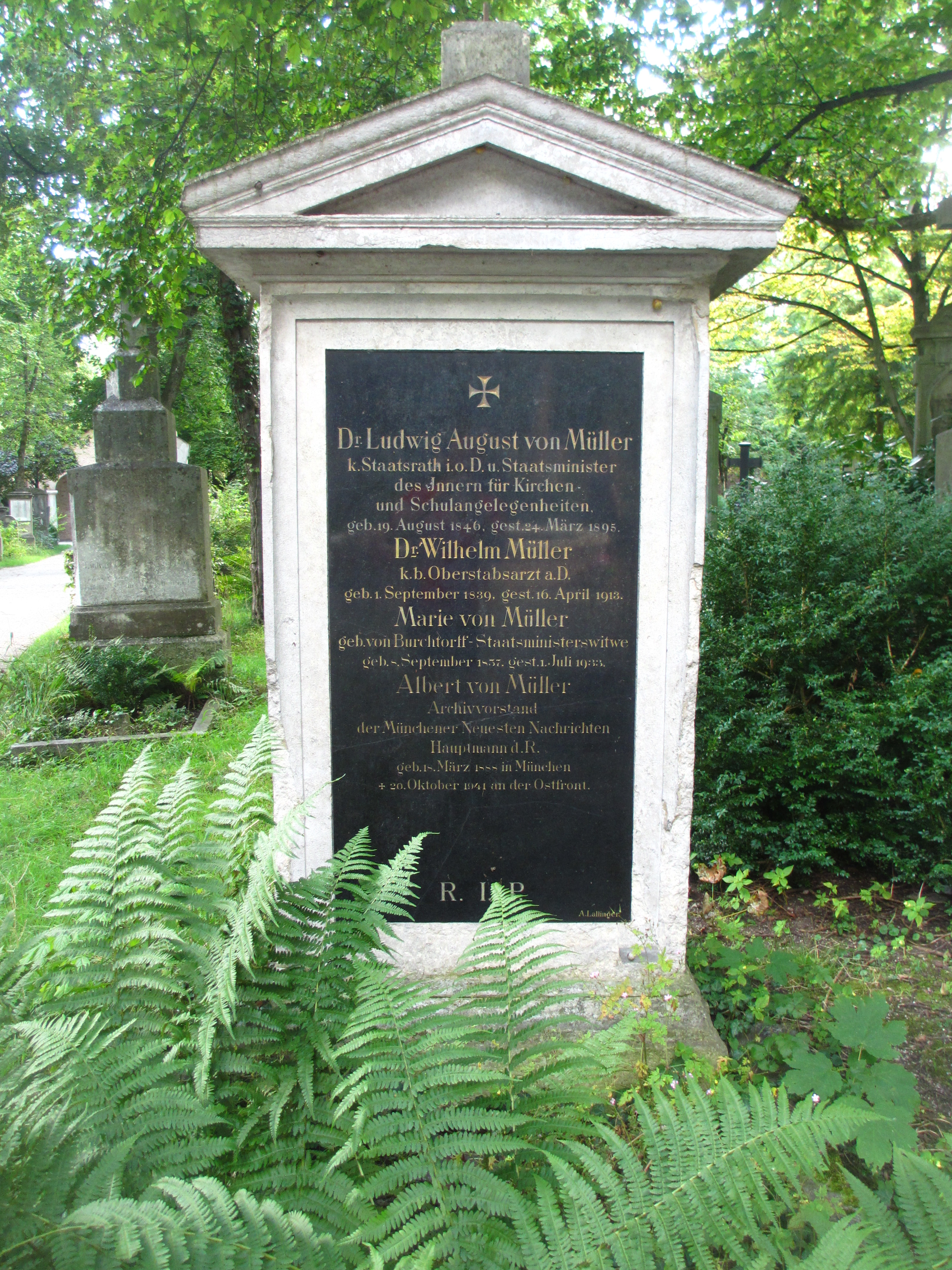
Grabstein für Ludwig August von Müller auf dem Alten Südlichen Friedhof in München – in dieser Grabstelle waren vor Müller die Indianerkinder Juri und Miranha begraben.

Die Grabstätte der Indianerkinder Miranha (Isabella) und Juri (Johannes) befand sich auf dem Alten Südlichen Friedhof in München (Gräberfeld 24 – Reihe 1 – Platz 1) Standort.
Mit der Übernahme der Grabstelle für Ludwig August von Müller nach dessen Tod 1895 wurde der Grabstein für die Indianerkinder entfernt.  Das auf dem ehemaligen Grabstein für die Indianerkinder angebrachte Grabrelief ist erhalten. Das Grabrelief hatte 1824 Johann Baptist Stiglmaier geschaffen. Es befindet sich heute im Münchner Stadtmuseum. Verschiedentlich wurde darauf hingewiesen, dass die indigenen Kinder das kalte Klima nicht vertragen konnten, so stand auch auf dem Grab: „Der Heimat entrückt fanden sie Sorgfalt und Liebe im fernen Welttheile, jedoch unerbittlich des Nordens rauher Winter.“

## Die indigenen Völker Yuri und Miranha
Die Juri (= Yuri, auch Yurí) galten als ausgestorben, es könnten aber noch einzelne Nachkommen dieses Volkes isoliert am Rio Puré im heutigen Kolumbien leben. Ihre Sprache ist denen der Ticuna verwandt, nach Kästner gehört sie zur Aruak-Sprachfamilie, „in manchen Quellen werden die Juri als isoliertsprachiger Stamm bezeichnet.“
Miranha (= Mirana, Miraña) leben heute im Gebiet von Brasilien am mittleren Solimoes und am Japura sowie in Kolumbien. Die beiden Populationen sind nicht in direktem Kontakt, aber sie betrachten sich als das gleiche Volk.  Die Miranhas in Brasilien sprechen ihre ursprüngliche Sprache kaum noch, sie verständigen sich auf Portugiesisch. In Kolumbien wird die ursprüngliche Sprache noch häufiger gesprochen. Sehr ähnlich ist die Sprache der Bora, teilweise werden diese beiden Völker auch als eine Ethnie bezeichnet. Die heutigen Bora leben unter anderem in der Nähe von Iqitos in Peru.
Martius hat eine Liste von Wörtern der Sprachen der beiden Völker publiziert.